# Спартанская гегемония

Древняя Греция в классическую эпоху

Спартанская гегемония — период в истории Классической Греции, когда сильнейшим полисом была Спарта. Спартанская гегемония продолжалась с 404 года до н. э., когда Спарта одержала победу над Афинами в Пелопоннесской войне, по 371 год н. э., года битвы при Левктрах, в которой спартанская армия потерпела сокрушительное поражение от фиванцев, после чего на непродолжительное время гегемония в Греции перешла к Фивам.

## Основные события
Во время Пелопоннесской войны, которая закончилась в 404 до н. э., Спарта заручилась поддержкой многих греческих государств на материке и Персидской империи, а после войны под её контролем оказались и островные государства Эгейского моря. Однако уже вскоре после войны союзники и сателлиты Спарты начали проявлять недовольство по отношению к ней. Несмотря на то, что победа была достигнута совместными усилиями членов Пелопоннесского союза, одна лишь Спарта получила контрибуцию от побеждённых государств и платежи дани от бывшей Афинской державы. Союзники Спарты всё более отдалялись от неё. Когда в 402 до н. э. Спарта напала на Элиду, члена Пелопоннесского союза, который не выполнял союзнических обязательств в течение Пелопоннесской войны, Коринф и Фивы отказались послать войска на помощь Спарте.

### Экспедиция в Ионию
Фивы, Коринф и Афины также отказались участвовать в экспедиции спартанцев в Ионию в 398 году до н. э. Фиванцы при этом ещё и помешали царю Агесилаю приносить жертву богам перед его отъездом. Несмотря на отсутствие армий этих государств, Агесилай довольно успешно воевал против персов в Лидии, достигнув Сард. Сатрап Тиссаферн был казнён из-за его неспособности остановить армию Агесилая, а его преемник, Тифравст, подкупил спартанцев, чтобы те двинулись на север, в сатрапию Фарнабаза. Агесилай так и сделал, но одновременно начал готовить большой флот.
Неспособный победить армию Агесилая, Фарнабаз решил вынудить Агесилая уйти, вызвав нестабильную обстановку в Греции. Он послал родосца Тимократа, азиатского грека, чтобы тот принёс деньги в главные греческие города и стал подстрекать их действовать против Спарты. Тимократ посетил Афины, Фивы, Коринф и Аргос и преуспел в том, чтобы убедить сильные фракции в каждом из этих государств преследовать антиспартанскую политику. Фиванцы, которые и ранее демонстрировали свою антипатию по отношению к Спарте, обязались начать войну.

### Коринфская война
Боевые действия велись главным образом в районе Коринфа (отсюда и название войны) и в Эгейском море. На суше спартанцы на начальном этапе одержали несколько побед, но не смогли развить успех. На море спартанский флот был разбит персидским, в результате чего Спарта отказалась от попыток стать морской державой. Благодаря этому Афины отбили ряд островов, которыми владели в V в. до н. э.
Встревоженные успехами афинян, персы стали поддерживать Спарту, что вынудило союзников искать мир. Война закончилась в 387 до н. э. подписанием мирного договора, известного как Анталкидов мир. Война закрепила лидирующее положение Спарты в греческой политической системе и усилила влияние Персидской державы на греческие дела.

### Восстановление гегемонии
По Анталкидову миру, закончившему Коринфскую войну, спартанская гегемония была восстановлена. По окончании этой войны спартанцы решили разобраться с нелояльными союзниками. В 385 году до н. э. спартанцы пошли на Мантинею (поводом для похода стало невыполнение союзнических обязательств) с требованием «снести городские стены», а когда мантинейцы отказались, взяли её, и «Мантинея была превращена в четыре отдельных поселения, как было в прежние времена».
Примерно в то же время, спартанцами был восстановлен беотийский город Платеи, который издавна был союзником Афин и был разрушен в 427 году до н. э., что вызвало неудовольствие Фив.
Надзирая за соблюдением условий мира, Спарта выступала на стороне пострадавших и освобождала захваченные другими греками города (например, Гестиею на острове Эвбея, города на Халкидике и т. д.). Примерно в это же время начал усиливаться халкидский город Олинф, нарушивший условия Царского мира и захвативший всю Халкидику и даже часть Македонии. Лидеры демократической партии Фив и афиняне поддерживали Олинф, отправив туда посольство и договаривались о новом антиспартанском союзе. В 382 году до н. э. по просьбе городов из окрестностей Олинфа спартанцы отправили против олинфян армию под командованием Евдамида. Вторая часть войска была отправлена позже под командованием Фебида.
Когда армия проходила через Беотию, в Фивах шла политическая борьба между сторонниками демократии и олигархами. Вождь олигархической партии Леонтиад попросил Фебида занять Кадмею (крепость в Фивах), надеясь с его помощью стать главным человеком в Фивах. Фебид согласился, и Кадмея была захвачена. Таким образом спартанцы подчинили себе Фивы. Вероломный захват города вызвал возмущение во всей Греции и самих спартанцев
. Один из лидеров демократической партии, полемарх Исмений, был казнён (по версии Плутарха, в Спарте, по другим источникам — в Фивах) за то, что «…он сочувствует варварам, что он во вред Греции заключил с персом союз гостеприимства, что он был подкуплен персидским царём (перед началом Коринфской войны)…». По версии советского историка С. Я. Лурье, «те из демократических деятелей, которые не успели бежать из города, были перебиты или посажены в тюрьму», однако сам Плутарх, по которому пишет Лурье, уточняет, что, кроме Исмения, только один из лидеров демократов уже в Афинах был убит по заказу олигархов (это был Андроклид, который вместе с Исмением принял деньги от персидского царя и был инициатором Коринфской войны), «на жизнь других неудачно покушались» (тоже в Афинах). Достаточно много демократов оставалось на свободе и позднее приняло участие в перевороте в декабре 379 года до н. э.
Против олинфян вместо оштрафованного, но не казнённого Фебида спартанцы послали Телевтия с войском, однако он потерпел поражение и был убит. В это же время спартанцы, которые стремились повсюду привести к власти лояльные им олигархические партии, пошли на Флиунт, и после осады, продолжавшейся год и 8 месяцев, город сдался.
Против Олинфа спартанцы послали царя Агесиполида, но тот умер от лихорадки. На его место был назначен военачальник Полибиад, и осада продолжилась. Наконец, в 379 году до н. э. жители Олинфа сдались. Таким образом, «в Греции … уже не было более ни одной республики, ни одного города, которые смели и могли бы восстать против Спарты, как вдруг переворот в Фивах изменил всё».
В декабре против фиванских олигархов при поддержке двух афинских стратегов был организован заговор, приведший к перевороту в Фивах.
Узнав об изгнании спартанского гарнизона из Кадмеи, в Спарте решили послать против фиванцев армию во главе с царём Клеомбротом I. Ему было приказано обеспечить независимость беотийских городов от Фив. В январе 378 года до н. э. Клеомброт вторгся в Беотию. Произошла лишь одна стычка, в которой победили спартанцы. Затем Клеомброт, пройдя до Платей и Киноскефал, повернул в Феспии, оставил там Сфодрия с гарнизоном и вернулся в Спарту.
Поддерживающие фиванцев афиняне испугались и расторгли союз с Фивами. Тогда фиванцы подкупили Сфодрия, чтобы тот вторгся в Аттику. Сфодрий попытался совершить ночное нападение на Пирей, но дошёл только до Элевсина. Не успев напасть ночью, Сфодрий отступил, а по пути сжёг несколько сельских жилищ. Возмущённые афиняне пожаловались на него в Спарту, но с помощью Агесилая Сфодрий был оправдан.
После этого афиняне возобновили союз с Фивами и создали второй Афинский морской союз. В него также вошли Родос, Лесбос, Эвбея, северные и южные Спорадские острова. Спартанские эфоры же объявили поход на фиванцев и поставили главнокомандующим царя Агесилая II. Агесилай с армией из 18 тысяч солдат перешёл через Киферон и устроил базу в Феспиях, откуда нападал на Фиванскую область. Однако и этот поход закончился безрезультатно. Агесилай оставил наместником в Феспии Фебида и вернулся в Пелопоннес.
Фебид время от времени опустошал Фиванскую область. Желая отомстить ему, фиванцы напали на Феспии. В завязавшейся схватке победили фиванцы, а Фебид был убит.
Весной 377 года до н. э. спартанцы третий раз вторгаются в Беотию. Командовал спартанцами Агесилай. Беотийцы выстроились на Грайском лоне (близ Оропа и Танагры) и заняли оборонительные позиции. Обманным манёвром Агесилай показал беотийцам, что направляется в сторону их города, фиванцы, опасаясь за свой город, бросились бегом к Фивам, при этом произошли небольшие стычки между легковооружёнными частями обоих войск. Но сражение не состоялось, и Агесилай отошёл от города и разбил лагерь на том месте, где недавно располагались фиванцы. На обратном пути войско Агесилая атаковали фиванские пелтасты, но были отброшены союзными всадниками спартанцев и потеряли многих убитыми. После этого Агесилай прибыл в Феспии, где шла гражданская ожесточённая борьба; наведя порядок в городе, Агесилай вернулся в Спарту.
Между тем у фиванцев уже два года был неурожай. Поэтому они послали 2 триеры в Пагасы за хлебом. Фиванцы купили хлеб, но на обратном пути корабли захватил начальник спартанского гарнизона в Орее Алкет. Фиванцы были посажены в тюрьмы, но затем они сбежали, овладели крепостью и склонили Орей к отложению от спартанцев.
В 376 году до н. э. спартанцы под командованием Клеомброта (Агесилай был болен) вторгаются в Беотию. Однако дойти до Фив им не удалось, так как стратегически важные горы Киферон, где находился перевал в Беотию, были уже заняты фиванцами и афинянами.
После этого состоялся конгресс Пелопоннесского союза в Спарте, на котором было решено блокировать Афины с моря, а затем взять их измором, а также высадить десант с кораблей в Средней Греции, чтобы вторгнуться в Беотию с запада или с севера.
Сначала спартанцам удалось блокировать Афины, отрезав морские пути поставок хлеба из Чёрного моря. Но затем, когда у афинян началась уже нехватка хлеба, они послали против спартанцев флот под командованием Хабрия, который победил спартанцев в битве при Наксосе.
Так как спартанцы готовились к перевозке морем войска в Беотию, фиванцы обратились к афинянам с просьбой отвлечь спартанцев от похода в Беотию. Афиняне ответили согласием и в 375 году до н. э. отправили 60 кораблей под командованием Тимофея. Тот обогнул Пелопоннес и подчинил Афинам Керкиру.
В том же году фиванцы перешли в контрнаступление на беотийские города, находившиеся под властью Спарты, захватили их и возродили Беотийский союз. В ходе этих кампаний произошла битва при Тегирах, в которой фиванцы под командованием Пелопида одержали значительную победу над спартанцами. В результате фиванцы освободили все беотийские города от спартанцев, кроме Орхомена.
В это же время усиливается фессалийский город Феры, царь которых, Ясон, начал объединять Фессалию. Беотийцы заключили союз с Ясоном.
Фиванцы, покорив Беотию, вторглись в Фокиду. Фокейцы запросили спартанцев о помощи, угрожая в случае отказа покориться фиванцам. Спартанцы переправили через Коринфский залив в Фокиду войско во главе с Клеомбротом. Когда спартанцы появились в Фокиде, фиванцы отступили в Беотию.
В 374 году до н. э. афиняне поняли, что их действия в союзе с Фивами приводят только к усилению последних. Поэтому они отправили послов в Спарту и заключили мир. Тимофей, курсировавший вокруг Пелопоннеса, был отозван в Афины.
В 373 году до н. э. спартанцы осадили Керкиру. Керкира была блокирована и с суши, и с моря, и вскоре керкиряне оказались в бедственном положении. Они попросили Афины о помощи. К ним с флотом в апреле направился Ификрат. Однако керкиряне смогли победить спартанцев ещё до прибытия Ификрата. Прибывший Ификрат разбил сиракузский флот (союзный Спарте) и взял в плен членов его экипажа.
В том же году фиванцы взяли Платеи, что стало ещё одной причиной разрыва Афинами союза с Фивами, так как платейцы были в давней дружбе с афинянами. В Афинах было решено заключить мир со Спартой. В 371 году до н. э. в Спарту были направлены послы почти всех греческих государств, и в июне был заключён Каллиев мир. Только фиванцы не подписали этот договор.
Это стало причиной пятого вторжения спартанцев в Беотию. Спартанцы во главе с Клеомбротом вторглись в Беотию с северо-запада, двинулись в Феспийскую область и расположились лагерем близ Левктр. Затем произошла битва, в которой фиванцы под командованием Эпаминонда одержали решительную победу над спартанцами. В бою Эпаминонд применил тактику «косого порядка», выдвинув левый фланг своей армии дальше центра и правого фланга. Кроме того, левый фланг был усилен отборными отрядами и поставлен против спартанского правого фланга. Спартанцы не выдержали мощного удара и отступили, царь Клеомброт был убит. Эта битва положила конец 300-летнему превосходству спартанской пехоты.
Битва при Левктрах оказала значительное влияние на внутриполитическую обстановку в Греции. Спарта утратила гегемонию в Греции. Начался период гегемонии Фив, продолжавшийся 9 лет. В Беотийский союз вступили многие полисы Эвбеи, Фокиды, Этолии и других областей Средней Греции. На Пелопоннесе усилились антиспартанские настроения, а во многих городах к власти пришли демократические группировки.

### Первоисточники
- Ксенофонт, перевод Лурье С. Я. Греческая История. — Алетейя, 2000.
- Плутарх. перевод Лампсаков К. П. Сравнительные жизнеописания Агесилай
- Плутарх, перевод Маркиш С.П. Сравнительные жизнеописания Пелопид и Марцелл. — Наука, 1994.
- Diodorus Siculus. The Library of History. — Harvard University Press, 1967.

- Корнелий Непот. О великих иноземных полководцах: Ификрат, Хабрий, Тимофей, Эпаминонд, Пелопид, Агесилай

### Историография
на русском языке
- Белох Ю. Возрождение демократии // Греческая история. — Т. 2.
- Вэрри Дж. Войны античности от греко-персидских войн до падения Рима. — М.: Эксмо, 2009. — ISBN 978-5-699-30727-2.
- Голицынский Н. С. Война между Спартой и Фивами. Походы Агесилая, Пелопида и Эпаминонда (378-362) // Всеобщая военная исторія древнихъ временъ. — СПб.: Типография А. Траншеля, 1872.
- Дугерти М. Левктры, 371 г. до н. э. // Великие сражения Древнего мира. 1285 до н. э.- 451 н. э = Battles of the Ancient World 1285 BC - AD 451: From Kadesh to Catalaunian Fields. — М.: Эксмо, 2008. — ISBN 978-5-699-25961-8.
- Егер О. Всемирная история. — М.: АСТ, Полигон. — Т. 1. Древний мир. — ISBN 978-5-17-050157-1.
- Кузищин В. И., Гвоздева Т. Б., Строгецкий В. М., Стрелков А. В. История Древней Греции. — М.: Академия, 2011. — ISBN 978-5-7695-7746-8.
- Курциус Э. История Древней Греции. — М.: Харвест, 2002. — Т. IV. — ISBN 985-13-1123-5.
- Курциус Э. История Древней Греции. — М.: Харвест, 2002. — Т. V. — ISBN 985-13-1122-7.
- Лурье С. Я. История Греции. — СПб.: Издательство С.-Петербургского ун-та, 1993. — 680 с.
- Сергеев В. С. История Древней Греции. — СПб.: Полигон, 2002. — 704 с. — ISBN 5-89173-171-1.
- Суриков И. Е. Античная Греция: политики в контексте эпохи. На пороге нового мира. — М.: Русский Фонд Содействия Образованию и Науке, 2015. — 392 с. — ISBN 978-5-91244-140-0.
- Холмс Р., Эванс М. Поле битвы. Решающие сражения в истории = Battlefield: Decisive Conflicts in History. — СПб.: Питер, 2009. — ISBN 978-5-91180-800-6.
- Шустов В. Е. Войны и сражения Древнего мира. — Ростов-на-Дону: Феникс, 2006. — 521 с. — ISBN 5-222-09075-2.
- Энглим С. и др. Войны и сражения Древнего мира. 3000 год до н. э. - 500 год до н. э = Fighting Technigues of the Ancient World 3000 BC - AD 500: Equipment, Combat Skills and Tactics. — М.: Эксмо, 2007. — ISBN 5-699-15810-3.

на английском языке
- Fine J. V. A. The Ancient Greeks: A Critical History. — Cambridge, MA: Harvard University Press, 1983. — 721 с. — ISBN 0-674-03314-0.

- Buck R. J. Boiotia and the Boiotian League, 432-371 B.C.. — The University of Alberta Press, 1994. — 187 с. — ISBN 0-88864-253-9.
- Anderson J. K. Military Theory and Practice in the Age of Xenophon. — California: University of California Press, 1970. — 425 с.
- Buckler J., Beck H. Central Greece and the Politics of Power in the Fourth Century BC; “Plutarh on Leuctra”. — Cambridge University Press, 2008. — ISBN 978-0-521-83705-7.
- Lawrence A. Tritle. The Greek World in the Fourth Century: From the Fall of the Athenian Empire to the Successors of Alexander. — Psychology Press, 1997. — ISBN 9780415105835.